# Gôtovany
Gôtovany es un municipio del distrito de Liptovský Mikuláš en la región de Žilina, Eslovaquia, con una población estimada a final del año 2024 de 511 habitantes.
Se encuentra ubicado al sureste de la región, cerca del curso alto del río Váh (cuenca hidrográfica del Danubio), de los montes Tatras y de la frontera con Polonia y las regiones de Prešov y Banská Bystrica.

## Demografía
| Año        | 1994 | 2004    | 2014     | 2024     |
| ---------- | ---- | ------- | -------- | -------- |
| Población  | 379  | 389     | 440      | 511      |
| Diferencia |      | +2,63 % | +13,11 % | +16,13 % |

| Año        | 2023 | 2024    |
| ---------- | ---- | ------- |
| Población  | 503  | 511     |
| Diferencia |      | +1,59 % |